# Cabinessence
«Cabinessence» (также пишется как «Cabin Essence») — песня американской рок-группы The Beach Boys из альбома 1969 года 20/20. Музыка песни была написана Брайаном Уилсоном, автором текста стал Ван Дайк Паркс. Изначально песня предназначалась для незавершённого альбома Smile и была задумана Уилсоном как «рок-н-ролльный вальс» о железных дорогах, в то время как Паркс говорил, что они пытались написать песню, которая бы заканчивалась «запечатлённым мгновением на Union Pacific Railroad». Инструментарий включает в себя банджо, виолончель, добро, бузуки, фузз-бас, трубу, аккордеон и перкуссию, которые были аранжированы таким образом, чтобы по звучанию они напоминали бы стук рельсовых скреплений.
Во время записи «Cabinessence» в конце 1966 года Паркс был приглашён в студию для улаживания спора с Майком Лавом по поводу текста песни. По мнению Лава, текст мог содержать отсылки к наркокультуре, от которой он в то время предпочитал держаться подальше. Хотя Паркс отказался объяснять Лаву смысл песни, тот спел строчки, несмотря на все оговорки. Впоследствии Паркс отстранился от участия в Smile, оставив «Cabinessence» незавершённой вплоть до ноября 1968 года, когда участники группы Уилсона записали дополнительные вокальные партии, которые затем были наложены на инструментальный трек песни. В итоге «Cabinessence» была включена в альбом 20/20 в качестве заключительной песни альбома. Позже Уилсон, будучи уже сольным исполнителем, переделал «Cabinessence» для своего альбома Brian Wilson Presents Smile 2004 года, представив песню под её оригинальным названием «Cabin Essence».
Песня «Cabinessence» остается одним из ключевых элементов мифологии Smile. В 2011 году журнал Mojo выпустил «Cabinessence» в качестве сингла (вместе с «Wonderful» на обратной стороне сингла) в рамках кампании по продвижению бокс-сета группы The Smile Sessions. В 2012 году тот же журнал поставил её на 11-е место в списке величайших песен группы, назвав её «Smile в микрокосме» и «непонятым шедевром». Биограф группы Джон Стеббинс написал, что её «демонические песнопения» являются примером «самой призрачной, маниакальной и зловещей музыки, которой The Beach Boys когда-либо доводилось создавать".

## Предыстория

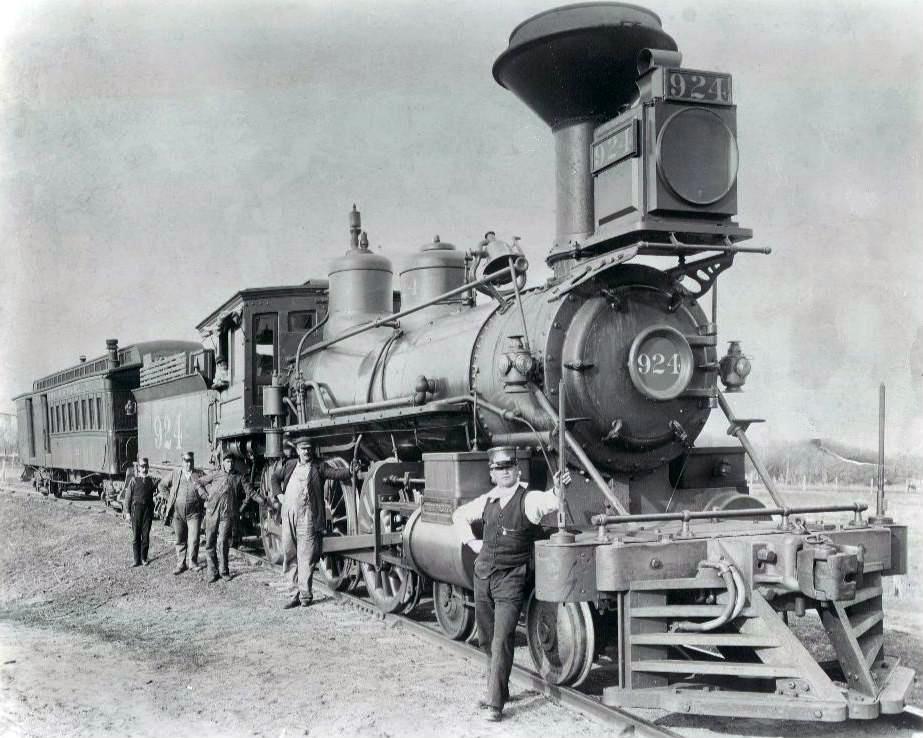
Локомотив компании Union Pacific Railroad (1930-е годы)

«Cabinessence», первоначально задуманная как «Cabin Essence», была написана Брайаном Уилсоном и Ван Дайком Парксом для альбома группы Smile, который впоследствии так и не был закончен. Паркс рассказал биографу группы Стивену Гейнсу, что они с Уилсоном «пытались написать песню, которая заканчивалась бы запечатлённым мгновением на железной дороге компании Union Pacific Railroad — ребята собираются вместе и фотографируются». В 1990 году Уилсон писал: «Всю свою жизнь я был очарован вальсами. В этом альбоме я вертелся вокруг того, что я назвал рок-н-ролльным вальсом — «Cabin Essence»».
В апреле 1969 года бывший коллега по группе Майкл Восс написал статью для журнала Fusion, в которой рассказал про альбом Smile. В статье он упомянул, что «Cabinessence» развилась из двух разных песен, которые носили названия «Who Ran the Iron Horse» и «Home on the Range». По словам Воссе, «Home on the Range» «была о китайцах, которые работали на железной дороге; в ней была строчка „crow“. А ещё одна песня, «Bicycle Rider», должна была быть интегрирована вместе с ней». В песне «Who Ran the Iron Horse» «Брайан имел очень четкий визуальный образ движущегося поезда в своей голове, и вдруг он остановился на середине песни с припевом "Grand Coolie"». Восс также рассказал, что изначально Деннис Уилсон собирался петь «Cabinessence» в одиночку «и хотел звучать как зафанкованный кот где-то в горах, который поёт девчонке у камина; очень просто — и это всё, что было нужно».
Восс процитировал объяснение Уилсоном смысла песни: «Ну... эта песня повествует про железные дороги... и я заинтересовался тем, какова перспектива парня, который вбивает очередной колышек... теми китайскими рабочими, работающими на железной дороге... словно они бьют по ней... но при этом смотрят как бы в сторону и замечают пролетающую над их головами ворону... восточный ум идет по другому пути».

## Текст
«Cabinessence» посвящена историю железных дорог. Журналист Питер Доггетт описал песню как «попытку (помимо всего прочего) передать суть жизни в хижинах американских пионеров». Объясняя историческую подоплеку песни, Паркс сказал:

Мне кажется, что всё дело заключалось в захвате территорий. Люди поют песню о грейнджах. Грейнджи были объединениями фермерских хозяйств, которые объединяли свои ресурсы, чтобы иметь возможность устанавливать собственные цены, чтобы не конкурировать друг с другом, а находить разумную отдачу от своих начинаний. Конечно, сейчас это практически ушло в прошлое, семейные фермы постепенно исчезают из страны, а агробизнес стал таким, каким он сложился, но система грейнджей была основой американской фермы. И нам пришлось привлечь к этому уравнению китайцев, потому что они работали на железных дорогах, а прерии целиком зависели от железных дорог.
Деннис Уилсон исполнил вокальную партию во втором припеве песни. Позднее он заявил: «Я получил невероятное наслаждение от процесса. Песня смикширована в самых глубинных дорожках трека, а ещё она синкопирована на протяжении всего трека. Вот тут я сильнее всего завёлся». Строчки второго припева имеют следующее содержание: «Водитель грузовика, сделай всё, что в твоих силах. / Убери свой груз с дороги, от ночной жизни. / Это бензин, чувак. Я не верю, что мне нужно печалиться. / То везёт, то не везёт с баксами и будкой. / Постигая истину, в бездонном прошлом, на последнем вздохе. / На земле или в пыли, верь, что ты должен ловить столько, сколько ты можешь.
В конце песни звучит двустишие: «Вновь и вновь ворон каркает, пролетая над кукурузным полем, / Вновь и вновь молотилка парит над пшеничным полем». В интервью 1995 года Паркс сказал: «Я понятия не имею, что означают эти слова. Возможно, я думал о пшеничном поле Ван Гога или об идеализированной аграрной среде. Может быть, я не подразумевал под этим ничего особенного, но в тот момент я пытался следовать мышлению Брайана Уилсона». Журналист Доменик Приоре считает, что песня «подводит итог вестернизированной части Smile, пересекая континенты в музыке».

### Иллюстрация

Иллюстрация к альбому Smile под названием «Lost and found you still remain there» художника Холмс, Фрэнк Дж.

Художник Фрэнк Холмс, оформивший обложку альбома Smile, создал иллюстрацию, находясь под впечатлением от строчки песни: «Потерявшись и обнаружившись, ты всё ещё остаёшься здесь». Вместе с несколькими другими рисунками ее планировалось включить в буклет, прилагавшийся к альбому. Холмс поделился кратким описанием своих дизайнерских решений в книге Доменика Приоре «Smile: The Story of Brian Wilson’s Lost Masterpiece». Холмс рассказал об иллюстрации следующее:

Дизайн этого изображения  — домино, образованное от руин домино с колоннами. Поначалу, когда я столкнулся с этим изображением, я думал, что это именно оно: миниатюрное изображение греческих колонн, которые сталкиваются друг c другом. Но я отказался от этой идеи и выбрал вместо неё домино, потому что это идеал опрокидывания одного предмета на другой, в создании целого ряда событий, происходящих в результате первоначального толчка. Похожая идея была в случае руин с колоннами: каждая колонна будет падать на другую, однако чтобы избежать буквальной отсылки, я использовал домино.

«Потерявшись и обнаружившись, ты всё ещё остаёшься здесь» - в данной песне есть храм, заливающийся дождем, а это очередной пример влияния природы. Я использовал бюро находок — просто интеллектуальная отсылка к потерянному и найденному, только без повторения тех же слов. Я думаю, что некоторые из образов в итоге не были использованы.

### Неиспользованные строчки
Паркс написал несколько дополнительных строчек, которые не вошли в конечный вариант песни. Эти строчки включают в себя следующее содержание:
Переподключенный телефон / Набирает номер / Шнуры разных цветов к вашему / Удлинителю / Не забудьте напомнить / Это запись. / Несмотря на то, что эхо / В моём сознании / Проникает сквозь сосны, / Я пришёл и отыскал свой покой, / И это не запись. / Дуби-ду / Дуби-ду / Или не дуби

## Композиция
«Cabinessence» имеет формальную структуру A/B/A/B/C. Трек начинается с 40-секундного фрагмента под названием «Home on the Range», инструментальный аккомпанемент которой включает в себя фортепиано, банджо, бас-гитарой, флейтой, губной гармошкой и бэк-вокалом, поющий восходящее «doing». Музыкант Марк Джонсон назвал банджо «традиционно великим американским народным инструментом» и сравнил его использование в песне с «частью саундтрека к потерянному эпизоду "Сумеречной зоны"».
Следующий фрагмент, «Who Ran the Iron Horse?», содержит более продуманное сочетание барабанов, фузз-баса, виолончели и бэк-вокала. Биограф Джон Стеббинс писал, что «демонические песнопения» являются примером «самой призрачной, маниакальной и зловещей музыки, которой The Beach Boys когда-либо доводилось создавать». Перкуссия была аранжирована таким образом, чтобы изобразить звуки рабочих, конструирующих железнодорожные пути. Томас Бритт, колумнист журнала PopMatters отметил, что песня «содержит тишину, которая разделяет отдельные части песни, позволяя слушателю на время перестраивать собственные ожидания для следующей части».
«Home on the Range» и «Who Ran the Iron Horse?» повторяются ещё один раз, после чего следует «Grand Coolee Dam», в которой звучит припев со следующим содержанием: «вновь и вновь ворон каркает, пролетая над кукурузным полем / вновь и вновь молотилка парит над пшеничным полем». В этом разделе звучит струнный инструмент, похожий на сарод — инструмент, который используется при исполнении хиндустанской классической музыки. По словам журналиста Ника Кента, в песне «совмещались высокоразвитые музыкальные образцы как Запада, так и Востока» вместе с «ориенталистским ощущением».
Говоря об этой песне, Алан Джардин вспоминал, что «в ней было множество усложнённых вокальных упражнений и движений. Но мы наслаждались такими испытаниями». На одной из страниц книги Доменика Приоре «Look, Listen, Vibrate, Smile!» 1995 года Дариан Саханаджа, участник группы Wondermints, нацарапал на фотографии Карла Уилсона фразу внутри карикатурного пузыря, в которой присутствует шутка про песню: «Что ж! Вы всё ждёте, когда мы будем играть полунотные триоли в размере 3
4 времени и одновременно следить за вашими гармониями НА СЦЕНЕ... НЕ ТАК ЛИ?!?!?!!».

## Запись

### Сессии кSmile
Уилсон спродюсировал «Cabinessence» в той же модульной манере, что и «Good Vibrations». Инструментальный трек к секции «Home on the Range» был записан 3 октября 1966 года в студии Gold Star, с Ларри Левином в качестве инженера записи. Сессии записи инструментального трека и вокальных партий для «Home On the Range» были записаны в один день, 11 октября в студии Western. На этой сессии Карл также наложил записанную партию собственной гитары на «Home on the Range». На следующий день Брайан записал секцию «Grand Coulee Dam» в студии Columbia. В 1990 году Уилсон писал: «В тот вечер, когда я записал инструментальный трек к "Cabinessence", никто не поверил, что вальс может звучать настолько зажигательно. Я заставил шестиструнного басиста играть на электрическом фузз-бассе. Это отличная зарядка. Я уверен в том, что записал самый роковый вальс вообще».
6 декабря на студии Columbia были записаны дополнительные вокальные партии к песне «Cabinessence», включавшие в себя запись вокала Майка Лава для «The Grand Coulee Dam». Лав не понял слов песни «вновь и вновь ворон каркает над кукурузным полем» и подумал, что в песне могут содержаться отсылки к наркокультуре, от которой он предпочитал держаться подальше. Он охарактеризовал слова Паркса как «кислотные аллитерации».
Чтобы разрешить спор, Брайан позвонил Парксу и попросил его приехать в студию звукозаписи. До этой встречи единственным участником группы (кроме Брайана), с которым Паркс общался, был Деннис, который одобрил текст песни, и Паркс ожидал, что остальные участники группы сделают то же самое. Придя в студию, Паркс отказался объяснять Лаву смысл песни и просто заявил, что не знает, что её текст означает. Когда Паркс давал интервью для телевизионной программы 1976 года «The Beach Boys: It's OK!», он охарактеризовал песню как произведение в стиле «Американской готики» и привёл свою цитату: «Я сказал Майку: «Я не знаю, про что этот текст. Строчки не важны, выкинь их».
По словам биографа Питера Эймса Карлина, Паркс не желал быть втянутым в спор по поводу качества своей работы. Лав отметил, что Паркс не выглядел оскорбленным его вопросами, однако предположил, что Паркс мог притвориться незнающим смысл "только по той причине, что я всё время крутился перед его носом". В другом интервью 2004 года Паркс сказал, что «физически боялся» Лава, «потому что Брайан признавался мне в том, что Майк сделал с ним», но не стал уточнять подробности. В интервью 2013 года Паркс сказал: «Я не думаю, что именно вороны создали проблему. Мне кажется, что для Майка проблемой стала музыка, и вполне понятно, что он ужасно ревновал меня, поскольку стало очевидно, что он хочет получить мою работу [в качестве текстовика Брайана]. А мне не нужна была работа, которой хотел заниматься кто-то ещё».
Лав спел эти строчки, несмотря на все оговорки. 27 декабря 1966 года на студии Western были записаны дополнительные вокальные партии для «Who Ran the Iron Horse». В апреле 1967 года Паркс вышел из проекта, который вскоре был отложен. Позже он назвал спор по поводу песни тем моментом, когда «весь карточный домик начал разрушаться».

### Сессии к20/20
20 ноября 1968 года в студии звукозапиcывающего лейбла Capitol Карл и Деннис Уилсоны записали, а затем наложили дополнительные вокальные партии к песне «Cabinessence» для готовившегося к выходу альбома группы 20/20. По словам Карлина, Брайан был против включения этой песни и отказался участвовать в работе над песней наряду с остальными участниками группы. Инженер Стивен Деспер подметил, что «Cabinessence» была «закончена, более или менее, под руководством Брайана через Карла». Микширование песни было завершено 22 ноября.
20/20 был выпущен компанией Capitol в феврале 1969 года, вместе с «Cabinessence» в качестве закрывающей песни альбома. Биограф Дэвид Лиф писал, что, по слухам, всего существовало «двадцать пять различных миксов и комбинаций» «Cabinessence», которые были записаны на ацетатных дисках, прежде чем группа остановилась на той версии, которую выпустила. В своей статье в журнале Fusion Восс утверждает, что запись песни в рамках 20/20 была «новой, потому что до операции на ухе, которая была сделана год назад, Брайан не мог слышать в стерео-звучании. Тем не менее, операция не помогла Уилсону восстановить способность слышать, а потому единственными нововведениями новой версии песни стали вокальные наложения Карла и Денниса.

## Критика
По словам этномузыковеда Дэвида Тупа, когда вышел альбом 20/20, включение песни «Cabinessence» стало «наиболее потрясным возбуждением» для «истинных поклонников» The Beach Boys, хотя «она не имела большого смысла» в качестве закрывающей песни альбома. В своей рецензии колумнист журнала Rolling Stone написал, что эта песня — «одна из лучших вещей, которые Брайан когда-либо делал... Целиком оркестрованная какофония была новшеством в роке, когда они использовали её в Smiley Smile, но по-прежнему используется здесь лучше, чем где-либо ещё. Фортепиано имитирует укулеле, а сольные вокальные партии нежны, зато великолепны». Безымянный автор колонки журнала Hit Parader высказал мнение, что «Cabinessence» — это «весьма изобретательная рок-симфония в миниатюре... с усложнёнными оркестровыми аранжировками, построенными вокруг таких же сложных вокальных аранжировок. <...> невероятно динамичное музыкальное произведение без заумностей «Good Vibrations»».
Академик Джон Ковач написал, что хотя песня «кажется более неорганизованной и более эпизодической, чем альтернативная версия «Heroes and Villains»... в ней есть та аура маниакального блеска, которой охарактеризовалось творчество Брайана до падения Smile». Журналист Тейлор Паркес из вебзина The Quietus написал, что хотя изначальная концепция Уилсона и Паркса для этой песни «оказалась черезчур амбициозной... зато мы получили финальную часть «Cabin Essence», одно из самых красивых и невероятно пронзительных произведений, которые мы когда-либо услышали; это потрясающая работа». По мнению Джонсона, песня может рассматриваться как «исследование а-ля Джон Стейнбек того, какую функцию американская музыка действительно выполняет. Просто заполнение комнаты, по которой мы направляемся при выполнении своих дел».
В 2012 году журнал Mojo поставил ее на 11-е место в списке величайших песен The Beach Boys. В статье говорится: ««Cabinessence» — это Smile в микрокосме. Огромный по масштабам, беспрецедентный по амбициям и такой же неразгаданный звуковой ребус, как и сам альбом, для которого он предназначался, этот недопонятый шедевр стал причиной того, что Майк Лав сломался, а проект захирел».

## Наследие

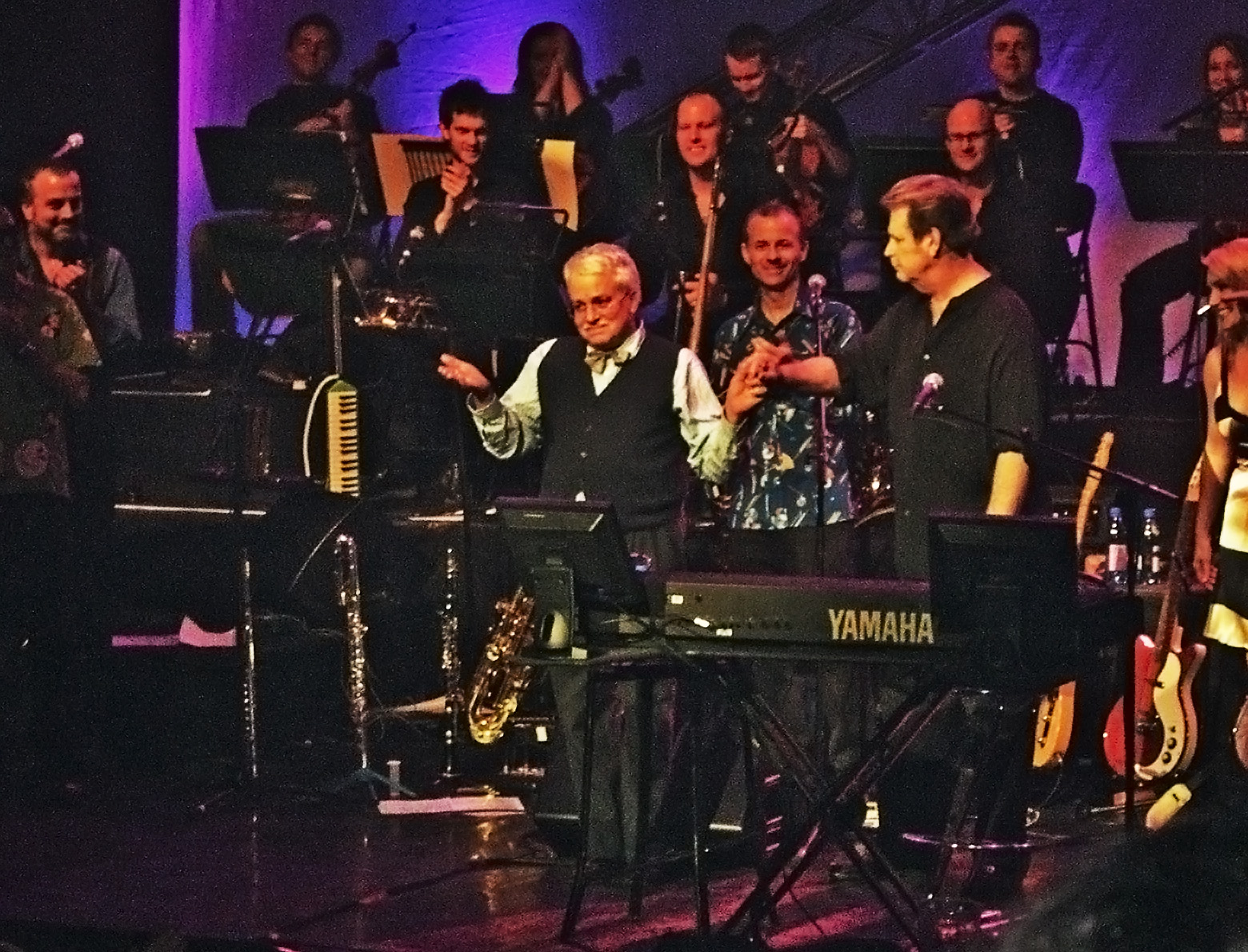
Паркс присоединяется к Уилсону на сцене после исполнения альбома Brian Wilson Presents Smile в лондонском концертном зале Royal Festival Hall, 2004 год.

В начале 1990-х годов продюсер Терри Мелчер пригласил Паркса сыграть на синтезаторе в альбоме группы Summer in Paradise (1992). Когда Паркс приехал в дом Мелчера в Монтерее, он застал Лава на занятиях медитацией в гостиной самого продюсера. Как вспоминал Паркс в интервью 1995 года: «Впервые за 30 лет он смог спросить меня напрямую: „Что значат эти строчки — «Вновь и вновь ворон каркает, пролетая над кукурузным полем»?». И я точно так же ответил ему: «Я не знаю»». После этого Лав присоединился к Парксу на его обратном рейсе в Лос-Анджелес. «Мы мило поболтали, и он настоял на том, что хочет разделить со мной стоимость перелета, поэтому дал мне карточку с собственным номером. Утром я позвонил и выяснилось, что номер отключен. Это был последний раз, когда я видел Майка Лава».
В 2001 году, присоединившись к группе поддержки Брайана, Дариан Саханаджа был привлечён к оформлению исполнения «Cabinessence» на концерте «All-Star Tribute to Brian Wilson» в концертном зале Radio City Music Hall, однако песня так и не была исполнена из-за своей сложной структуры. Позднее она вошла в концертные сетлисты Уилсона, в попурри вместе с «Wonderful», а затем была включена в сольный альбом Уилсона Brian Wilson Presents Smile.

## Персонал
Кредиты предоставлены от Крейга Словински.
The Beach Boys:
- Алан Джардин — вокал ("doing-doing", припев и тэг)
- Брюс Джонстон — вокал (припев и тэг)
- Майк Лав — вокал (припев и тэг)
- Брайан Уилсон — вокал ("doing-doing", припев и тэг)
- Карл Уилсон — вокал ("doing-doing", лид-вокал[англ.], припев и тэг), акустическая гитара
- Деннис Уилсон — вокал (фрагмент "Truck Drivin' Man", припев и тэг)

Приглашённый музыкант:
- Ван Дайк Паркс[англ.] — фортепиано

Сессионные музыканты (также известные под названием The Wrecking Crew):
- Джимми Бонд мл. — контрабас
- Джеймс Бёртон — добро
- Джесс Энрлих — виолончель
- Арманд Капрофф — виолончель
- Карл Фортина — аккордеон
- Джим Гордон[англ.] — тамбурин с палочкой (припев), "bell goodies" (тэг)
- Кэрол Кей[англ.] — банджо
- Джей Миглиори[англ.] — флейта
- Оливер Митчелл — труба
- Томми Морган — губная гармоника
- Билл Питман[англ.] — фузз-бас[англ.] фирмы Danelectro[англ.]
- Лайл Ритц — контрабас
- Томми Тедеско[англ.] — акустическая гитара, бузуки (тэг)

## Комментарии
1. ↑  Лав озвучивал похожие претензии к песне "Hang On to Your Ego[англ.]" из альбома Pet Sounds годом раньше.[24]